# David Teague
David Boyd Teague (Indianapolis, 4 giugno 1983) è un ex cestista statunitense, professionista nella D-League, in Europa e in Sudamerica.